# 天牢三
大熊座47（47 Ursae Majoris）中文名天牢三，是位於大熊座的黃矮星，也是一顆太陽相似體，距離太陽大約46光年，直到2008年時，天文學家已經確認大熊座47擁有2顆系外行星。因此大熊座47被NASA岩石行星發現者（Terrestrial Planet Finder）列為前100個觀測目標的恆星之一。

## 距離與觀測
大熊座47距離太陽系並不遠。根據依巴谷衛星所計算出的天文測量學數據顯示，大熊座47的視差為71.04角分，表示它與太陽之間的距離約14.1秒差距。大熊座47的視星等為5.03等，表示在天氣良好的情況下，可以使用裸眼觀測到它。

## 恆星結構
大熊座47的質量與太陽相當接近，不過比太陽擁有更多的金屬量，其中鐵的含量大約是太陽的110%。大熊座47的恆星光譜是G1V，表示它的表面溫度稍微高於太陽，大約是5,882K。大熊座47的絕對星等為4.29，顯示它的光度大約比太陽高出60%。
跟太陽一樣，大熊座47也是一顆主序星，暗示它中心的核融合反應正將氫轉換成氦。天文學家根據它的色球活動判斷，大熊座47大約還能夠保持現在的狀態60億年，雖然恆星演化模型認為這個時期可以長達87億年。

## 行星系統
天文學家傑佛瑞·馬西（Geoffrey Marcy）與保羅·畢拿（Paul Butler）在1996年宣布在大熊座47周圍發現1顆行星。他們是根據大熊座47的徑向速度改變來發現這顆行星的，並根據都卜勒效應的光學頻譜來計算它的大小。大熊座47b是第一顆被人類觀測到的長週期行星。大熊座47b與其它長週期行星相異，它擁有低偏心率的公轉軌道。這個行星的質量至少是木星的2.62倍，並以1,095地球日的時間公轉一週。如果把大熊座47b放在太陽系中的話，它的軌道會位於火星及木星之間。

大熊座47行星系統（黑色）與太陽系行星系統之間的比較（藍色）。

依巴谷衛星在2001年公佈的初步天文測量學數據顯示大熊座47b的公轉軌道傾角為63.1度。如果這個結果是正確的話，那麼可以推斷大熊座47b的質量大約是木星的2.9倍。然而，後續的研究顯示依巴谷衛星的數據無法精準的確認該行星的軌道傾角，所以天文學家仍然無法得知大熊座47b的質量與軌道傾角。
天文學家狄寶娜·芬奇（Debra Fischer）、傑佛瑞·馬西與保羅·畢拿在2002年宣布在大熊座47發現第2顆行星，被稱為大熊座47c。與第1顆行星一樣，他們仍然是使用徑向速度法來發現這顆行星的。根據狄寶娜·芬奇小組的研究資料，大熊座47c公轉週期大約為2,594個地球日。這兩顆行星的位置與太陽系中的木星與土星相似，而且它們的公轉軌道時間比率（接近5:2）與質量比率也跟木星與土星雷同。
後來的觀測結果並無法確認第二顆行星的存在，而且科學家注意到這些決定大熊座47c存在與否的參數資料「幾乎不受約束」。時間跨越6,900天的資料運算顯示第二顆行星是有可能存在大熊座47周圍的。天文學家認為行星的公轉週期接近2,500天很可能是偵測到錯誤的訊息，而大熊座47c可能性最高的公轉週期是7,586天，距離主星為7.73天文單位。儘管如此，大熊座47c的數據仍然無法確定。另一方面，近距離系外行星目錄認為大熊座47c的公轉週期為2,190天，與大熊座47b的公轉軌道週期比率為2:1，雖然這些參數仍未被確認，但是狄寶娜·芬奇小組最初的報告被列入資料來源（僅管使用的參數不同），而這個結論也被收錄在系外行星百科全書中。
科學家認為大熊座47的適居帶內側中可以允許行星穩定的存在，雖然適居帶外側的區域會因大熊座47b的重力影響而被分裂。然而如果在距離主星2.5天文單位的地方存在巨行星的話，它也可能會摧毀適居帶內側的結構，並減少內部行星在吸積過程中吸取的水量。這也可能意味著任何存在於大熊座47的適居帶中的行星都是又乾又小。直到目前為止，已經有兩個主動搜尋地外文明計劃傳送訊息至大熊座47。這兩次都是透過歐亞大陸最大的雷達－70公尺（230英尺）的歐洲行星雷達。Teen Age Message是第1個傳送訊息至大熊座47的計畫，於2001年9月3日執行，預計會在2047年7月抵達該恆星。宇宙的呼喚2則在2003年6月6日發射訊息，將會在2049年5月抵達大熊座47。

## 外部連結
- SIMBAD: HD 95128 -- High proper-motion Star
- . Extrasolar Visions.   [2008-06-26]. （原始内容存档于2011-08-23）.
- . SolStation.   [2008-06-26]. （原始内容存档于2008-05-11）.
- . The Extrasolar Planets Encyclopaedia.   [2008-06-26]. （原始内容存档于2008-06-01）.